# Stefán Þórðarson
Stefán Þór Þórðarson (Akranes, 27 marzo 1975) è un ex calciatore islandese, di ruolo attaccante.

## Carriera

### Club
La carriera di Þórðarson cominciò con la maglia dello IA Akranes, prima nella formazione giovanile e poi nella squadra titolare. Militò poi per i svedesi dello Öster, per poi passare ai norvegesi del Brann.
Tornò nuovamente nello Öster e poi firmò per il Kongsvinger. Esordì in squadra l'11 aprile 1999, quando fu titolare nella sconfitta per 2-1 sul campo dello Strømsgodset. Giocò poi in Germania, nello Uerdingen 05, e poi negli inglesi dello Stoke City.
Lasciati i Potters, tornò in patria per giocare nuovamente nello IA Akranes. Firmò poi per il Norrköping, ancora allo IA Akranes e per gli svizzeri del Vaduz. Vestì la maglia del Norrköping, prima di tornare la quarta volta allo IA Akranes.

### Nazionale
Þórðarson giocò 6 partite per l'Islanda, con una rete all'attivo.

## Palmarès

### Club

#### Competizioni nazionali
- Campionato islandese: 3

ÍA Akranes: 1994, 1995, 1996
- Coppa d'Islanda: 2

ÍA Akranes: 1996, 2003
- Coppa di Lega islandese: 2

ÍA Akranes: 1996, 2003
- Supercoppa d'Islanda: 1

ÍA Akranes: 2004
- Coppa del Liechtenstein: 1

Vaduz: 2008-2009